# 亨丁頓 (英國國會選區)
亨丁頓（英語：Huntingdon），英國國會一郡選區，位於英格蘭東部劍橋郡西部，包括亨廷登郡南部。本區是英格蘭聯邦護國公奧利弗·克倫威爾，以及前英國首相馬卓安的選區。1660至1868年之間應選兩席，此後至1918年應選一席。1983年恢復。
本區近代大部分時間支持保守黨。2010年大選中喬納森·嘉諾格里以48.9%選票成功二度連任。